# Milan Žumer
Milan Žumer, slovenski zdravnik nevrokirurg, * 27. oktober 1908, Ljubljana, † 26. januar 2001, Ljubljana.

## Življenje in delo
Milan Žumer, oče fizika Slobodana Žumra je gimnazijo obiskoval v Ljubljani (1919-1927), medicino študiral v Gradcu in na Dunaju (1927-1933), ter leta 1933 diplomiral v Gradcu. Po odsluženju vojaškega roka je bil na kirurškem oddelku Splošne bolnice v Ljubljani volonter specializant (1934-1938) in zdravnik pripravnik (1938-1941). Iz kirurgije se je izpopolnjeval v Parizu (1938/1939). Leta 1939 je opravil specialistični izpit iz kirurgije na Medicinski fakulteti v Zagrebu. Zaradi sodelovanja z Osvobodilno fronto je bil od julija 1942 do konca leta 1943 zaprt v Roveretu (Kraljevina Italija), od februarja 1944 je ponovno delal na kirurški kliniki v Ljubljani. Ob koncu vojne je bil mobiliziran v JLA, bil nadzorni kirurg in upravnik jugoslovanske vojne bolnice v Trstu (maj–junij 1945) ter do demobilizacije 1947 kirurg in vodja kirurškega oddelka centralne vojne bolnice v Ljubljani, nato se je vrnil na kirurško kliniko. Od 1950 je vodil novoustanovljeni nevrokirurški oddelek, 1973–1975 je bil predstojnik klinike za nevrokirurgijo, od 1975 njen zdravstveni svetnik. Leta 1977 se je upokojil. Prejel je dve državni odlikovanji: red zaslug za ljudstvo s srebrno zvezdo (1949) in red dela z zlatim vencem (1956).
Na Medicinski fakulteti v Ljubljani je bil 1941 izvoljen za asistenta, 1948 za docenta, 1962 za izrednega in 1968 za rednega profesorja za kirurgijo in specialno kirurgijo. V nevrokirurgiji se je izpopolnjeval 1938/1939 v Parizu, 1956 v Lyonu, 1975 na več klinikah v Nemčiji (Köln, Düsseldorf, Hamburg idr.). Leta 1960/1961 je bil predsednik kirurške sekcije Slovenskega zdravniškega društva, 1961–63 predsednik upravnega odbora kirurške klinike. Aktivno se je udeležil več kongresov (referati objavljeni v kongresnih publikacijah). Uvedel je nove diagnostične metode (encelografija, cerebralna angiografija, mielografija) ter nove operativne posege pri možganskih tumorjih, abscesih, anevrizmah in likvorskih fistulah. Objavil je več kot 50 strokovnih razprav in člankov in bil soavtor poglavja Infekcije centralnog nervnog sistema i lobanje v knjigi Hirurgija centralnog nervnog sistema (Beograd, 1975). Njegova žena je bila Mira Vurnik Žumer (1916-1998), rentgenologinja, hči Ivana Vurnika in Helene Vurnik, njegov sin pa je fizik Slobodan Žumer.